# Blackburn Rovers FC
Blackburn Rovers FC este un club de fotbal din Blackburn, Anglia, care evoluează în The Championship. Clubul a fost înființat în anul 1875 și a făcut parte din grupul de echipe care a contribuit la crearea campionatului englez de fotbal, în anul 1888. Își dispută meciurile de pe teren propriu pe stadionul Ewood Park, arenă construită în anul 1882 și pe care a evoluat neîntrerupt din 1890. Motto-ul clubului este expresia latină „Arte et labore” care se traduce prin „Valoare și muncă”.

## Lotul de jucători
Datele au fost adunate până la data de 8 noiembrie 2015.
| Nr. |                   | Poziție | Jucător                                        |
| --- | ----------------- | ------- | ---------------------------------------------- |
| 2   | Țara Galilor      | F       | Adam Henley                                    |
| 3   | Anglia            | F       | Tommy Spurr                                    |
| 4   | Anglia            | F       | Matthew Kilgallon                              |
| 5   | Scoția            | F       | Grant Hanley (căpitan)                         |
| 6   | Anglia            | M       | Jason Lowe                                     |
| 7   | Anglia            | A       | Nathan Delfouneso                              |
| 8   | Franța            | A       | Bengali-Fodé Koita                             |
| 9   | Anglia            | A       | Chris Brown                                    |
| 10  | Anglia            | M       | Ben Marshall                                   |
| 11  | Scoția            | A       | Jordan Rhodes (vice-căpitan)                   |
| 13  | Anglia            | P       | Simon Eastwood                                 |
| 14  | Suedia            | M       | Marcus Olsson                                  |
| 16  | Țara Galilor      | A       | Tom Lawrence (împrumutat de la Leicester City) |
| 17  | Jamaica           | M       | Lee Williamson                                 |
| 18  | Republica Irlanda | M       | John O'Sullivan                                |

| Nr. |                   | Poziție | Jucător          |
| --- | ----------------- | ------- | ---------------- |
| 19  | Anglia            | M       | Chris Taylor     |
| 20  | Franța            | M       | Sacha Petshi     |
| 21  | Niger             | M       | Hope Akpan       |
| 22  | Republica Irlanda | F       | Shane Duffy      |
| 23  | Anglia            | M       | Danny Guthrie    |
| 24  | Anglia            | F       | Ryan Niambe      |
| 26  | Republica Irlanda | M       | Darragh Lenihan  |
| 27  | Anglia            | M       | Willem Tomlinson |
| 29  | Irlanda de Nord   | M       | Corry Evans      |
| 30  | Anglia            | P       | Jason Steele     |
| 32  | Scoția            | M       | Craig Conway     |
| 33  | Spania            | P       | David Raya       |

## Palmares
| Dată                                                                              | Trofeu                                                |
| --------------------------------------------------------------------------------- | ----------------------------------------------------- |
| 1994-1995                                                                         | Campioni în Premier League                            |
| 2007                                                                              | Câștigătorii Cupei UEFA Intertoto                     |
| 1884,1885,1886,1890,1891,1928                                                     | Câștigătorea FA Cup                                   |
| 1882,1960                                                                         | Finalistă FA Cup                                      |
| 1959                                                                              | Câștigătoarea FA Youth Cup                            |
| 1998, 2000                                                                        | Finalistă FA Youth Cup                                |
| 2002                                                                              | Câștigătoarea Cupei Ligii                             |
| 1987                                                                              | Câștigătoarea Full Members Cup                        |
| 1912                                                                              | Câștigătoarea Supercupei Angliei                      |
| 1882,1883,1884,1885,1896,1901, 1902,1904,1907,1909,1911, 1945,1983,1985,1987,1989 | Câștigătoarea Lancashire Cup                          |
| 1993-94                                                                           | Locul doi în Premier League                           |
| 1911-12, 1913-14                                                                  | Câștigătoarea League division 1 (acum Premier League) |
| 1938-39                                                                           | Câștigătoarea League division 2 (acum Championship)   |
| 1974-75                                                                           | Câștigătoarea League division 3 (acum League One)     |

## Manageri
| Perioadă  | Manager         |
| --------- | --------------- |
| 1884-1896 | Thomas Mitchell |
| 1896-1903 | J Warmsley      |
| 1903-1925 | R B Middleton   |
| 1922-1926 | Jack Carr       |
| 1926-1930 | Bob Crompton    |
| 1931-1936 | Arthur Barritt  |
| 1936-1938 | Reg Taylor      |
| 1938-1941 | Bob Crompton    |
| 1944-1947 | Eddie Hapgood   |
| 1947      | Will Scott      |
| 1947-1949 | Jack Bruton     |
| 1949-1953 | Jackie Bestall  |
| 1953-1958 | Johnny Carey    |
| 1958-1960 | Dally Duncan    |
| 1960-1967 | Jack Marshall   |
| 1967-1970 | Eddie Quigley   |
| 1970-1971 | Johnny Carey    |
| 1971-1973 | Ken Furphy      |
| 1974-1975 | Gordon Lee      |
| 1975-1978 | Jim Smith       |
| 1978      | Jim Iley        |
| 1978-1979 | John Pickering  |
| 1979-1981 | Howard Kendall  |
| 1981-1986 | Bobby Saxton    |
| 1987-1991 | Don Mackay      |
| 1991-1995 | Kenny Dalglish  |
| 1995-1997 | Ray Harford     |
| 1997-1998 | Roy Hodgson     |
| 1998-1999 | Brian Kidd      |
| 1999-2000 | Tony Parkes     |
| 2000-2004 | Graeme Souness  |
| 2004-2008 | Mark Hughes     |
| 2008      | Paul Ince       |
| 2008-2010 | Sam Allardyce   |
| 2010-     | Steve Kean      |

## Jucători celebri
- Ken Beamish
- Tommy Briggs
- Ronnie Clayton
- Bob Crompton
- Bryan Douglas
- Bill Eckersley
- Derek Fazackerley
- Dave Whelan
- Keith Newton
- Tony Parkes
- Eddie Quigley
- Simon Garner
- Tim Flowers
- Bobby Mimms
- Graeme Le Saux
- Tony Gale
- Stuart Ripley
- David Speedie
- Jason Wilcox
- Scott Sellars
- Mark Atkins
- David Batty
- Tim Sherwood
- Mike Newell
- Darren Peacock
- Alan Shearer
- Chris Sutton
- Craig Short
- Jon Stead
- Garry Flitcroft
- David Dunn
- David Thompson
- Andy Todd
- Ashley Ward
- Michael Gray
- Craig Hignett
- Matt Jansen
- Stephen Warnock
- Andrew Cole
- Francis Jeffers
- Marcus Bent
- David Bentley

 Scoția
- Steve Archibald
- Barry Ferguson
- Kevin Gallacher
- Paul Gallagher
- Colin Hendry
- Billy McKinlay

 Irlanda
- Lee Carsley
- Damien Duff
- Shay Given
- Jeff Kenna
- Alan Mahon
- Kevin Moran
- Jason McAteer
- Steven Reid

 Irlanda de Nord
- Noel Brotherston
- Derek Dougan
- Alan Fettis
- Keith Gillespie
- Gary Hamilton
- Allan Hunter
- Damien Johnson
- Jimmy Quinn

 Țara Galilor
- Craig Bellamy
- Nathan Blake
- Chris Coleman
- Mike England
- Mark Hughes
- Robbie Savage
- Roy Vernon

 Argentina
- Ossie Ardiles

 Australia
- Brett Emerton
- John Filan
- Lucas Neill
- Robbie Slater
- Frank Talia

 Danemarca
- Ben Arentoft
- Per Frandsen
- Per Pedersen

 Franța
- Youri Djorkaeff
- Marc Keller
- Sebastian Perez
- Florent Sinama-Pongolle
- Patrick Valéry

 Insulele Feroe
- Gunnar Nielsen

 Finlanda
- Peter Enckelman
- Shefki Kuqi

 Georgia
- Zurab Khizanishvili

 Germania
- Markus Babbel
- Sergio Peter

 Grecia
- Giorgos Donis

 Israel
- Eyal Berkovic

 Italia
- Lorenzo Amoruso
- Dino Baggio
- Corrado Grabbi

 Țările de Jos
- André Ooijer
- Maceo Rigters
- Richard Witschge

 Norvegia
- Martin Andresen
- Henning Berg
- Stig Inge Bjørnebye
- Lars Bohinen
- Tore Pedersen
- Morten Gamst Pedersen
- Egil Østenstad

 Paraguay
- Roque Santa Cruz

 Africa de Sud
- Benni McCarthy
- Aaron Mokoena

 Slovacia
- Vratislav Gresko

 Spania
- Javier de Pedro

 Suedia
- Patrik Andersson
- Martin Dahlin
- Nils-Eric Johansson
- Martin Olsson

 Elveția
- Bruno Berner
- Stephane Henchoz

 Trinidad-Tobago
- Dwight Yorke

 Turcia
- Tugay Kerimoglu
- Hakan Șükür
- Hakan Ünsal

 Statele Unite ale Americii
- Brad Friedel
- Roy Wegerle

## Sponsorizări
Clubul este sponsorizat de companiile Bet24 și Umbro.
Foști sponsori:
- Perspex (1984-91)
- McEwan's Lager (1991-96)
- CIS (1996-2000)
- Time UK (2000-02)
- AMD (2002-2003)
- HSA (2003-05)
- Lonsdale (2005-06)

## Rivali principali (ordonați alfabetic)
- Bolton Wanderers F.C.
- Burnley F.C.
- Manchester City
- Manchester United
- Preston North End F.C.